# Progression: The Art of the Trio, Vol. 5
Albums de Brad Mehldau Trio
Places
(2000) Largo
(2002)
Progression : The Art Of The Trio, Vol. 5 est un album en trio du pianiste de jazz américain Brad Mehldau sorti en 2001 chez Warner Bros. Records.
C'est le troisième album live publié par le pianiste, et le troisième enregistré au Village Vanguard (après Live at The Village Vanguard: The Art of the Trio, Vol. 2 et The Art of the Trio, Vol. 4: Back at The Vanguard).

## Liste des pistes
Disque 1
| No | Titre                          | Musique                              | Durée |
| -- | ------------------------------ | ------------------------------------ | ----- |
| 1. | The More I See You             | Mack Gordon/Harry Warren             | 10:07 |
| 2. | Dream’s Thelonious Monk        | Brad Mehldau                         | 11:21 |
| 3. | The Folks Who Live On The Hill | Oscar Hammerstein II/Jerome Kern     | 9:51  |
| 4. | Alone Together                 | Howard Dietz/Arthur Schwartz         | 15:01 |
| 5. | It Might As Well Be Spring     | Oscar Hammerstein II/Richard Rodgers | 2:49  |
| 6. | Cry Me a River                 | Arthur Hamilton                      | 8:51  |
| 7. | River Man                      | Nick Drake                           | 11:30 |

Disque 2
| No | Titre                            | Musique                         | Durée |
| -- | -------------------------------- | ------------------------------- | ----- |
| 1. | Quit                             | Brad Mehldau                    | 7:14  |
| 2. | Secret Love                      | Sammy Fain/Paul Francis Webster | 10:09 |
| 3. | Sublation                        | Brad Mehldau                    | 14:59 |
| 4. | Resignation                      | Brad Mehldau                    | 8:39  |
| 5. | Long Ago and Far Away            | Ira Gershwin/Jerome Kern        | 14:50 |
| 6. | How Long Has This Been Going On? | George & Ira Gershwin           | 10:45 |

## Personnel
- Brad Mehldau - piano
- Larry Grenadier - contrebasse
- Jorge Rossy -  batterie